# Luís Eulálio de Bueno Vidigal Filho

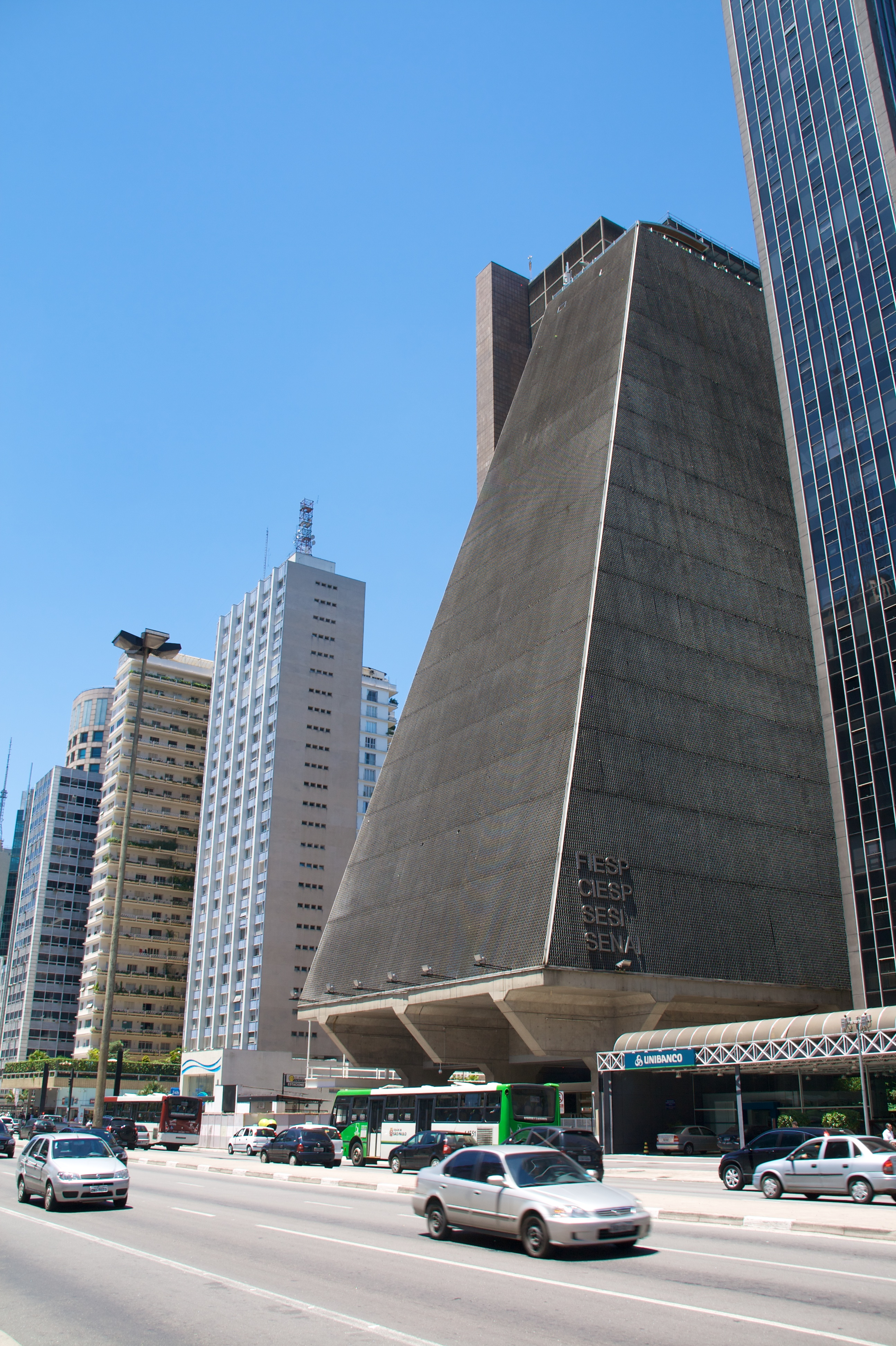
O edifício Luís Eulálio de Bueno Vidigal Filho, sede da FIESP

Luís Eulálio de Bueno Vidigal Filho foi um empresário brasileiro.
Foi dirigente do grupo industrial Cobrasma dos anos 1980 até a sua falência em 1993.
De 1980 a 1986, foi presidente da Federação das Indústrias do Estado de São Paulo (FIESP), cujo edifício-sede, na Avenida Paulista, leva seu nome. O prédio, com fachada chanfrada, em vidro, projeto do escritório de arquitetura Rino Levi, é um cartão postal da cidade de São Paulo. Além do prédio, foi homenageado como nome da Escola SENAI de Suzano.
Em 2008, Luis Eulalio recebeu o título de Presidente Emérito da entidade.
Em 1987, ocorreu o chamado Caso Cobrasma, arquivado em 1999 pelo então juiz federal João Carlos da Rocha Mattos (que posteriormente perderia o cargo, após ser preso na Operação Anaconda da PF que o acusou de venda de sentenças).